# Hans Magnus Grepperud
Hans Magnus Grepperud, norveški veslač, * 10. maj 1958.
Grepperud je v dvojcu brez krmarja za Norveško na Poletnih olimpijskih igrah 1984 v Los Angelesu osvojil bronasto medaljo. Takrat je veslal v paru s Sverrejem Løkenom.